# Circuito Sul-Americano de Voleibol de Praia
Circuito Sul-Americano de Voleibol é um torneio de seleções de voleibol de praia da América do Sul, organizado anualmente pela Confederação Sul-Americana de Voleibol.

## Histórico
A primeira edição deu-se nas etapas do Equador, Colômbia e Uruguai  em ambos os naipes na temporada 2005-06 e sendo novamente realizada nas temporadas seguintes.
A edição da temporada 2010/2011 foi classificatório para os Jogos Pan-Americanos de 2011 no México.

## Formato da competição
O formato da competição variou com o decorrer das edições, por exemplo o número de etapas realizadas e a realização de uma etapa denominada CSVP Final a partir da temporada 2014-15

## Quadro de medalhas
| Ordem | País      | Medalha de ouro | Medalha de prata | Medalha de bronze | Total |
| ----- | --------- | --------------- | ---------------- | ----------------- | ----- |
| 1     | Brasil    | 23              | 2                | 1                 | 26    |
| 2     | Argentina | 1               | 8                | 8                 | 17    |
| 3     | Chile     | 1               | 6                | 3                 | 10    |
| 4     | Colômbia  | 1               | 2                | 5                 | 7     |
| 5     | Venezuela | 0               | 3                | 5                 | 8     |
| 6     | Uruguai   | 0               | 4                | 1                 | 5     |
| 7     | Bolívia   | 0               | 1                | 0                 | 1     |
| 8     | Equador   | 0               | 0                | 2                 | 2     |
| 9     | Paraguai  | 0               | 0                | 1                 | 1     |